# محمد أباد (أرزوئية)
محمد أباد (بالفارسية: محمدآباد) هي منطقة سكنية تقع في إيران في Arzuiyeh Rural District. يقدر عدد سكانها بـ 745 نسمة .